# Arsène Auguste
Arsène Auguste (Port-au-Prince, 3 febbraio 1951 – Miami, 20 marzo 1993) è stato un calciatore haitiano, di ruolo difensore.

## Biografia
Era il fratello minore del calciatore del Racing Club Haïtien André Auguste. Rimasto negli Stati Uniti dopo il ritiro dall'attività agonistica, è morto nel 1993 a seguito di un attacco cardiaco.

## Carriera

### Club
In patria milita nel Racing Club Haïtien. Durante il periodo di militanza con il Racing Club Haïtien, fece parte della spedizione haitiana ai Mondiali tedeschi del 1974. Successivamente al mondiale, Auguste si trasferisce negli Stati Uniti, per giocare dapprima nei New Jersey Brewers e poi con i Tampa Bay Rowdies con cui vince la NASL 1975 e perdendo due finali di campionato nel 1978 e nel 1979.
Sempre tra le file del Tampa Bay Rowdies vince la North American Soccer League Indoor 1979-1980. Nel 1980 milita brevemente nel New York Cosmos, per alcuni incontri d'esibizione. Nel 1980 passa al Fort Lauderdale Strikers, club con cui raggiunge la finale persa della NASL 1980 e le semifinali nella stagione seguente. Con il club di Fort Lauderdale, disputò anche la North American Soccer League Indoor 1980-1981, chiusa all'ultimo posto della Eastern Division.
Nel 1981 passa ai Pittsburgh Spirit, club che militava nella MISL, che era un campionato di calcio indoor. Nel 1986 torna a militare nel Tampa Bay Rowdies, con cui disputa un campionato di calcio indoor.

### Nazionale
Ha vestito la maglia di Haiti in diciassette occasioni, partecipando con la sua Nazionale ai Mondiali tedeschi del 1974, giocando due dei tre incontri disputati dalla sua Nazionale  (segnò anche un'autorete nell'incontro perso contro l'Italia per 3-1). Il suo primo incontro in Nazionale è datato 1º dicembre 1973 nella vittoria haitiana per 3-0 contro le Antille Olandesi mentre l'ultimo lo disputò nel pareggio dei Les Grenadiers dell'11 novembre 1981 per 1-1 contro il Messico.

## Palmarès

### Club

#### Competizioni nazionali
- Campionato NASL: 1

Tampa Bay Rowdies: 1975

#### Competizioni nazionali indoor
- NASL indoor: 1

Tampa Bay Rowdies: 1979-1980

### Nazionale
- Campionato CONCACAF: 1

1973